# Smbat Lpowtyan
Smbat Lpowtyan (in armeno Սմբատ Լպուտյան?; in russo Смбат Гаригинович Лпутян?, Smbat Gariginovič Lputjan; Erevan, 14 febbraio 1958) è uno scacchista armeno, sovietico fino al 1992.
Grande maestro dal 1984, vinse nel 1978 e nel 1980 il campionato armeno.
Partecipò a otto olimpiadi per l'Armenia, vincendo 6 medaglie: un oro di squadra nel 2006 alle  olimpiadi di Torino, due argenti individuali (1992 e 1998) e tre bronzi di squadra (1992, 2002 e 2004).
Vinse numerosi tornei, tra cui i seguenti: Berlino 1982, Atene e Irkutsk 1983, Dortmund 1984, Sarajevo 1985, Irkutsk 1986, Hastings 1986/87, Erevan 1988 e 1996, Altensteig 1989, zonale di Lamberg 1990, Dortmund open 1992, zonale di Protvino 1993, New York Open 1998, Wijk aan Zee-B 1999, Port Erin 2003.
Ha raggiunto il massimo rating Elo in gennaio del 2005, con 2 640 punti. Nella lista FIDE dell'aprile del 2009 aveva 2 574 punti Elo.